# ブラックウッズ・マガジン

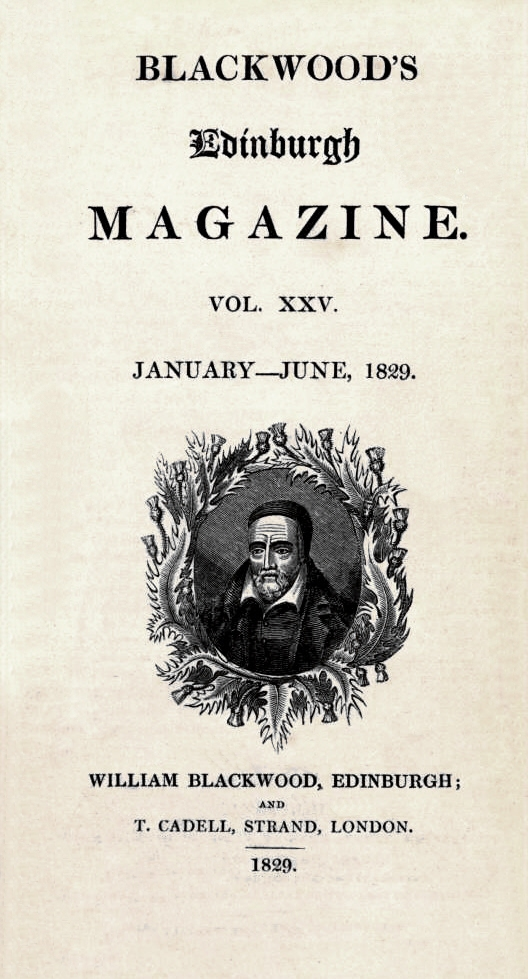
『ブラックウッズ・エジンバラ・マガジン』25号（1829年6月発行）。表紙に描かれているのは16世紀のスコットランドの歴史家ジョージ・ブキャナン。

『ブラックウッズ・マガジン』（Blackwood’s Magazine）は1817年から1980年の間に出版された英国の雑誌である。
スコットランド人の出版者ウィリアム・ブラックウッド（William Blackwood）によって創刊され、当初は『エジンバラ・マンスリー・マガジン』（Edinburgh Monthly Magazine ）と呼ばれていた。トマス・プリングル（Thomas Pringle）とジェイムズ・クレグホーン（James Cleghorn）を編集者として1817年4月に創刊号が出されたがあまり売れ行きがよくなかったため、ブラックウッドは彼らを解雇し、自らの編集のもと『ブラックウッズ・エジンバラ・マガジン』（Blackwood’s Edinburgh Magazine）として同年10月に再スタートさせた。雑誌名は後にもっと短いものとなり、しばしば『マガ』（Maga）と名乗るようになった。1905年には『ブラックウッズ・マガジン』という名称になった。
なお、本項では一貫して『ブラックウッズ』と表記する。
表紙には16世紀のスコットランドの歴史家にして宗教・政治思想家であるジョージ・ブキャナン（George Buchanan）の肖像が描かれている。

## 概要

### 創刊期
『ブラックウッズ』はホイッグ党支持の『エディンバラ・レビュー』（Edinburgh Review）に対抗する保守系雑誌として立ち上げられたものである
（当時のエジンバラはホイッグ党支持が多かった）。また同じトーリー党寄りの『クォータリー・レビュー』（The Quarterly Review）が堅い論調であるのに対し、『ブラックウッズ』は攻撃的・論争的であった。これは主要執筆者の一人で「クリストファー・ノース」（Christopher North）という仮名で寄稿していたジョン・ウィルソン（John Wilson）の論考によるところが大きい。ウィルソンは編集を任されることはなかったが、ジョン・ギブソン・ロックハート（John Gibson Lockhart ）やウィリアム・マギン（William Maginn ）といった他の主要な寄稿者とともに雑誌の大部分を執筆した。辛辣で洞察力に富んだ風刺、書評、批評など、彼らが書いた多種多様な記事は非常に人気があり、この雑誌はすぐに多くの読者を得ることとなった。
ウォルター・スコットはメアリー・シェリーの『フランケンシュタイン』（1817）の書評を『ブラックウッズ』2号（1818）に寄稿し、超常的な出来事の心理的効果を生み出す筆致を評価しつつ、登場人物たちの内面描写の自然さについては疑問を呈している。
『ブラックウッズ』は保守系雑誌としての地位を確かなものにしていた一方、個人攻撃も含めたその論争的な文章ゆえに同誌の記事は訴訟問題に発展することも多かった。パーシー・ビッシュ・シェリーやサミュエル・テイラー・コウルリッジといったイギリス・ロマン主義の急進派の作品を掲載したり、ウィルソンの評論によってウィリアム・ワーズワスの詩人としての天才としての評価を確固たるものにした一方、ロックハートがヨーロッパで広がっていたバイロンに対する熱狂を風刺したり、ジョン・キーツ、リー・ハント（Leigh Hunt）、ウィリアム・ヘイズリットらの詩作品を「コックニー詩派」（Cockney School ）と呼んで攻撃するなどし、同時代人の文人からの怒りを買うことも少なからずあった。
1821年には『ロンドン・マガジン』（The London Magazine）の編集者ジョン・スコット（John Scott）がロックハートによるコックニー詩派への誹謗中傷をめぐって諍いになり、最終的にはスコットとロックハートの代理人ジョナサン・ヘンリー・クリスティ（Jonathan Henry Christie）との間の決闘でスコットが命を落とした。
1820年半ばになる頃には主要寄稿者であったロックハートとマギンはロンドンに拠点を移し、ロックハートは『クォータリー・レビュー』の編集者として、マギンは『フレイザーズ・マガジン』（Fraser’s Magazine）を中心に様々な雑誌への寄稿者として、それぞれ活動した。これ以降はジョン・ウィルソンが『ブラックウッズ』の最も重要な執筆者となり、雑誌の人気も悪評も彼の記事によるところが大きくなった。
1824年から1825年にかけて、当時ヨーロッパ中で読まれていたアメリカ人批評家ジョン・ニール（John Neal）の数々の論評（文学批評やアメリカ人伝記、女性の権利を擁護したものなど）が『ブラックウッズ』に掲載されたが、これは英国の文芸雑誌として初めてアメリカ人による記事を出版したものであった。またその中には最初のアメリカ文学史となるニールの「アメリカ人作家」（“American Writers”）という連載も含まれている。
（なお、ニールによるアメリカ人の伝記や文学史は、イギリス人批評家シドニー・スミス（Sydney Smith）が「誰がアメリカの本を読むのか？」と問いかけたことへの批判的応答として書かれたものであり、当時のイギリスにおけるアメリカ文学への低い評価の見直しのきっかけを作ったと考えられている。）

### 19世紀半ば
1840年頃になるとウィルソンの寄稿が減り、『ブラックウッズ』の発行部数も減少した。同誌は評論以外にもホラー小説を多く掲載していたが、これはのちにチャールズ・ディケンズ、ブロンテ姉妹、エドガー・アラン・ポーらヴィクトリア朝の作家たちに大きな影響を及ぼした（オックスフォード・ワールズ・クラッシクスの企画の一つとして同誌の1817年から1832年の間に掲載されたホラー小説を集めたアンソロジーTales from Terror from Blackwood’s Magazineが1996年に出版されている）。ポーは同誌に掲載されていたホラーものをパロディにした“How to write a Blackwood Article”(1838)や“Loss of Breath: A Tale A La Blackwood”(1846)といった作品も残している。ブランウェル・ブロンテ（Branwell Brontë）含めたブロンテきょうだいは『ブラックウッズ』の熱心な読者で、彼女らが出版した『ヤング・メンズ・マガジン』（The Young Men’s Magazine）ではそのスタイルや内容が模倣されている。

### 19世紀末〜20世紀初頭
『ブラックウッズ』はその後は初期ほどに成功することはなかったが、19世紀後半には植民地政策で英国支配地域で任務に就く人々の間で熱心な読者を得た。最も有名な成功例の一つとしては、1899年の2月〜4月の各号にジョゼフ・コンラッドの『闇の奥』を掲載したことが挙げられる。
コナン・ドイルは作家キャリアの最初期の1870年代末に“The Haunted Grange of Goresthrope”という短編小説を『ブラックウッズ』に送ったが掲載は却下されている。この原稿は2000年アーサー・コナン・ドイル協会が公開した。
第一次世界大戦中、『ブラックウッズ』は世界情勢の緊張を反映した物語や兵士向けの娯楽ものを掲載し、兵士たちが自由時間に読む雑誌となっていた。1915年7月にはジョン・バカンのスパイ小説『三十九階段』（The Thirty-Nine Steps）の連載が始まっている。また、1918年にはある将校が胸ポケットにこの雑誌を入れいていたために銃弾の衝撃が和らげられ、命が救われたというエピソードが残っている。

### 20世紀
ジョージ・オーウェルはデビュー作『ビルマの日々』（Burmese Days）において、主人公ジェイムズ・フローリーにヨーロピアンクラブの他のイギリス人たちが悪趣味な戯言を飽きずに繰り返している様を「『ブラックウッズ』の五流小説のパロディのように」という喩えを使って語らせている。
読者の減少に伴い1980年に廃刊。創刊時から廃刊までずっとブラックウッズの家系が経営を担っていた。

## 著名な寄稿者
- 創刊期（ロマン主義時代）

ジェイムズ・ホッグ（James Hogg）
ウォルター・スコット
ウィリアム・マドフォード（William Mudford）（ポーに影響を与えたゴシック小説家・評論家）
トマス・ド・クインシー
フェリシア・へマンズ（ Felicia Hemans）（詩人）
- ヴィクトリア朝時代

エドワード・ブルワー＝リットン
アンソニー・トロロープ
ジョージ・エリオット
マーガレット・オリファント（Margaret Oliphant）（スコットランドの小説家・歴史家）
- 20世紀初頭

ジョゼフ・コンラッド
ジョン・バカン（推理小説家・軍人・政治家）